# Tomislav Čale
Tomislav Čale (Mostar, 1962., hrvatski pjesnik i pisac iz Hercegovine.

## Životopis
Rođen je u Mostaru, 1962. godine, gdje živi do izbijanja rata.
Od 1993. godine živi u Danskoj. Završio je građevinski fakultet u Mostaru i pedagošku akademiju u Danskoj.
Pjesme i kratke proze na danskom, engleskom i maternjem jeziku objavljivane u eks-Jugoslaviji, Bosni i Hercegovini, Hrvatskoj i Danskoj.
Sredinom i krajem sedamdesetih, te početkom osamdesetih sudjeluje u radu mostarskih teatarskih družina Mostarski Teatar Mladih i Teatar poezije "LIK".
Pjesme i kratke proze počinje pisati i objavljivati krajem sedamdesetih.
1989. kratka priča Zemljotres, uvrštena je u antologiju Osluškivanje tišine, izbor najboljih kratkih priča OZON -a (Beograd, mart, 1989)
1992. pred samo izbijanje rata u Mostaru, piše i s braćom Topić, Miljenkom i Veliborom, snima, antiratnu pjesmu Njima u slast.
1993. u Osječkoj Književnoj reviji objavljuju mu kratke proze Pisma iz Danske.
1994. u Danish Literary Magazine, objavljena mu je pjesma Poem on the Heart.
2001. – 2002. u časopisu za književnost Poet, objavljuju mu pjesme i prevode s danskog.
2008. u književnom časopisu Riječ, Brčko, objavljen mu je izbor iz poezije.
2010. u Mostaru izlazi zbirka poezije Ekscentričnost srca.
2011. u časopisu Lacuna Mag, Danska, reprint priče Zemljotres.
2015. objavljuje zbirku poezije U lažnom snu.
2018. pjesme mu uvrštene u antologiju Ny lyrik fra Bosnien-Hercegovina, Danska.
2019. objavljuje zbirku poezije Koještarije. Knjiga izlazi u dvostrukom izdanju - drugo izdanje uz pjesme popraćene ilustracijama Denisa Markića.
2021.objavljuje zbirku poezije Oblak
U okviru promocije antologije, sudjeluje na promocijama u Aarhusu, u okviru Literarnog festivala, te na sajmu knjiga u Kopenhagenu.
2018, u poetskom dodatku dnevnog lista Politiken, objavljena mu je pjesma Dette er ikke et digt.